# Ван Боксхорн, Маркус
Маркус Зейриус ван Боксхорн (нидерл. Marcus Zuerius van Boxhorn, лат. Marcus Zuerius Boxhornii; 28 августа 1612, Берген-оп-Зом — 3 октября 1653, Лейден) — нидерландский учёный-лингвист, профессор Лейденского университета.
Обнаружив сходство между индоевропейскими языками, ван Боксхорн предположил существование исходного общего праязыка, который он назвал «скифским». Он включил в свою гипотезу нидерландский, греческий, латынь, персидский и германские языки, позже добавив славянские, кельтские и балтийские. Кроме того, он полагал, что в его гипотезе нет места языкам, подобным древнееврейскому.